# Antocha mitosanensis
Antocha mitosanensis là một loài ruồi trong họ Limoniidae. Chúng phân bố ở miền Cổ bắc.